# Malphigi-amőba
A Malphigi-amőba (Maplhigiamoeba mellificae) a házi méh élősködője, ami annak Malphigi-edényeiben él. A kis csövecskék falát pusztítja. Ha nozémával párosul, akkor súlyosbítja a tüneteket, az okozott hasmenés olyan erős, hogy még akkor is a kaptárban ürítenek a méhek, amikor röpködhetnek. Az ürülék teli van a cisztákkal, de csak hatod annyi van belőlük, mint a nozéma spóráiból. A szabadon telelő méhanyák immunisnak látszanak az amőbára, de a zárkázva teleltetett anyák megbetegedhetnek tőle. Ennek oka ismeretlen.
Az amőba kis tokocskákat, cisztákat képez, azokban a nehezebb külső körülményeket is képes túlélni. A ciszták képződéséhez 24-28 nap kell, ezért csak a gyűjtőméhekben találhatók meg, még akkor is, ha a méh még dajka vagy tisztogató korában fertőződött meg. Az önálló Malphigi-amőba fertőzés tünetei nem ismeretek, bár egyes megfigyelések szerint rövidíti a méhek élettartamát, és a tavaszi fejlődést is akadályozza. 
A gyógyulás kulcsa a higiénia és az etetés. Hatékony vegyszeres kezelés nem ismert.